# Antoine Clamaran
Antoine Clamaran (ur. 8 listopada 1964 w Villeurbanne) – francuski DJ tworzący i remiksujący muzykę z gatunku house i dance.
W 1992 roku wydał singiel I 've got music in me który sprzedał się w samej Francji w nakładzie 100,000 kopii.
Następnie stworzył remiksy Oxygène Jeana Michela Jarre’a, Party time Glorii Estefan i You spin me round Dead or Alive. Kolejnym sukcesem była produkcja trzech singli pod pseudonimem Omega: Dreaming Of A Better World, Peace & Harmony oraz The Mission, które zdobyły status złotej płyty we Francji (250 000 kopii) ale nie były sprzedawane poza jej granicami. W 1999 wydał kolejne single : Do The Funk, Get Up.
Obecnie pracuje nad nową płytą hiszpańskiej piosenkarki Soraya Arnelas.

## Wybrana dyskografia
- Release Yourself, 2003
- Let's Get Together, 2005
- Take Off, 2005
- The Best of Antoine Clamaran – Inside, 2007
- Spotlight, 2009

## Single
- 1999: Dr. Drum
- 1999: Do The Funk
- 2000: Get Up
- 2001: Slave to the Rhytm
- 2001: Massive
- 2001: Dance 2
- 2001: What!
- 2001: Whazzaah
- 2002: Sound of Africa
- 2002: Dream for the Reality
- 2002: Discover
- 2002: Release Yourself
- 2004: Feel It
- 2005: Let's Get Together
- 2005: Take Off
- 2006: Keep On Tryin'
- 2007: Give Some Love
- 2008: One Week In Colombia
- 2008: Get Down
- 2008: One Night In Tunis
- 2008: Cancun Paradise
- 2009: Gold (feat. Shamel Shepard)
- 2009: Reach For The Stars (feat. Annie C)
- 2009: When The Sun Goes Down (feat. Mazaya)
- 2009: Believe
- 2009: Spotlight
- 2010: Live Your Dreams (feat. Soraya)
- 2011: Deeper Love (feat. David Esse i Lulu Hughes)
- 2012: Feeling You (feat. Vince M i Soraya)
- 2012: Feel This Way (feat. Rashelle)
- 2013: This is My Goodbye (feat. Fenja)
- 2014: Breaking Into My Heart